# GO-Box

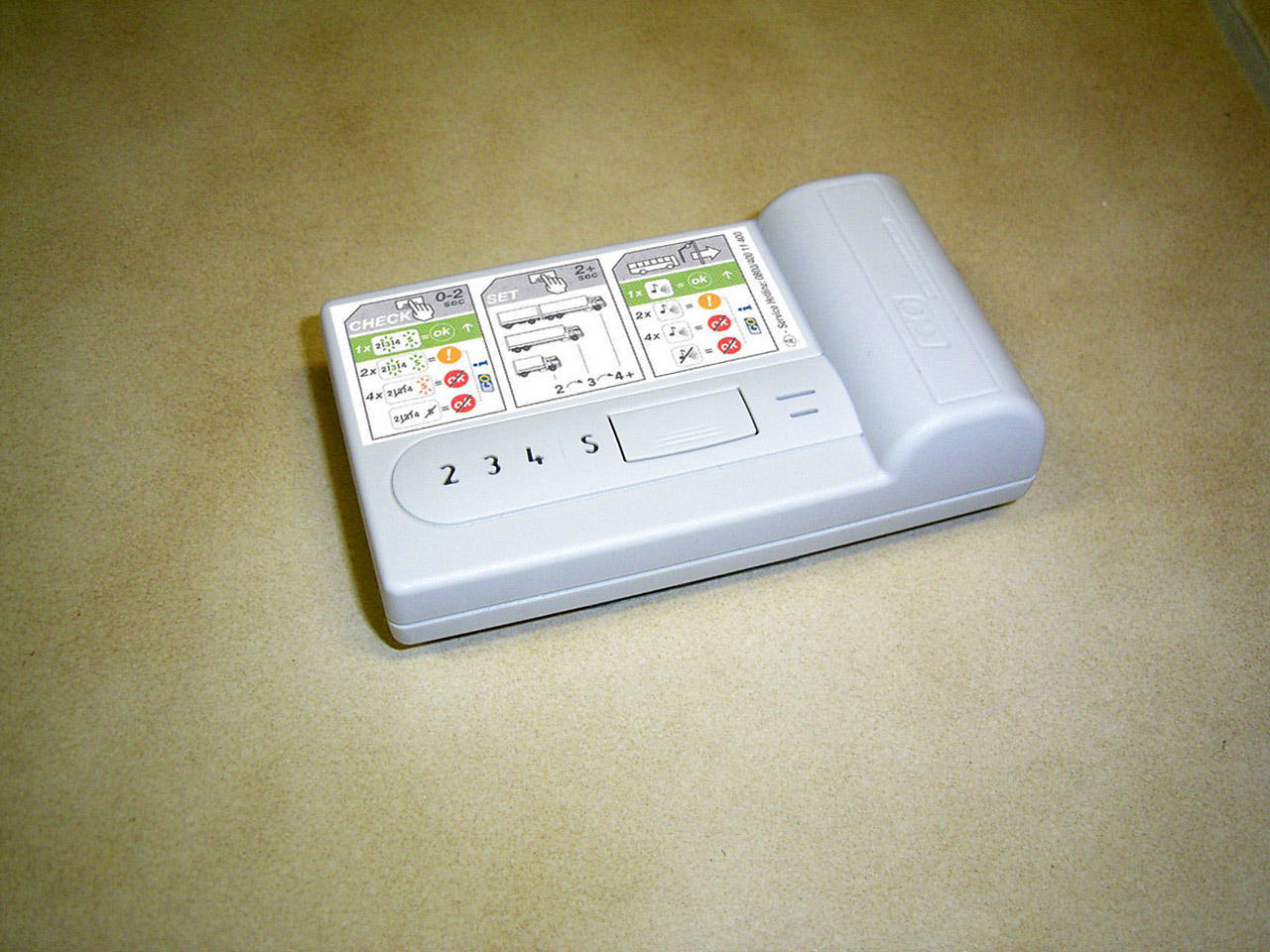
GO-Box, nicht montiert, Oberseite

Die GO-Box ist ein elektronisches Gerät, das zur Entrichtung der fahrleistungsabhängigen Lkw-Maut in Österreich seit 1. Jänner 2004 benötigt wird. Ohne GO-Box kann die vorgeschriebene Maut nicht entrichtet werden. Bei nicht ordnungsgemäßer Entrichtung der Lkw-Maut wird eine Ersatzmaut in Höhe von 240,00 Euro fällig, zur Feststellung von Mautprellern gibt es sowohl Kontrollen durch die Exekutive und durch Mautaufsichtsorgane der ASFINAG-Maut-Service-GesmbH als auch ein automatisches kamerabasiertes Kontrollsystem. Wird die Zahlung der Ersatzmaut verweigert, wird ein Strafverfahren bei der zuständigen Behörde eingeleitet. Die Verwaltungsstrafe bewegt sich in diesem Falle zwischen 300 und 3.000 Euro. Seit 2006 liegt es aber im Ermessen des kontrollierenden Beamten, beziehungsweise des bearbeitenden Beamten im Falle der Erkennung eines Mautprellers durch das Kamerasystem, ob die Zahlung einer Ersatzmaut angeboten wird oder gleich ein Strafverfahren eingeleitet wird. Entwickelt wurde diese Technik von der Kapsch AG.

## Beschreibung
Die GO-Box ist hellgrau, hat etwa die Größe einer Zigarettenschachtel (b × h × t: 11,5 cm × 6,5 cm × 2,7 cm), wiegt rund 100 Gramm und wird durch zwei Klebestreifen an der unteren Innenseite der Windschutzscheibe des mautpflichtigen Fahrzeugs befestigt. GO-Boxen, die ab 2006 ausgegeben werden, haben eine gelbe Unterseite.
Die GO-Box hat vier LED-Leuchtanzeigen (2, 3, 4 und S), einen Taster, sowie einen eingebauten Summer, der zur Ausgabe akustischer Signale dient.
Die GO-Box wird durch eine Batterie betrieben, die rund fünf Jahre halten soll. Sollte die GO-Box nicht mehr funktionieren (Lampen leuchten beim Betätigen des Tasters nicht auf), wird sie kostenlos in jeder Vertriebsstelle ausgetauscht. Das Guthaben und die Daten werden dabei in die Austausch-GO-Box übernommen. Die Funktionskontrolle ist verpflichtend vor und nach jeder Fahrt durchzuführen. So kann rechtzeitig einen Defekt erkannt und Nachzahlungsfristen eingehalten werden.
Die GO-Box wird „gratis“ ausgegeben, lediglich ein einmaliges Bearbeitungsentgelt in Höhe von 5 Euro muss entrichtet werden. Bei der Erstausgabe wird das Kfz-Kennzeichen und die Zahlungsart eingegeben. Wenn die GO-Box zerstört wird, ist je nach Alter der GO-Box ein Preis zwischen 12 und 60 Euro zu bezahlen.
Im europäischen Ausland existieren noch andere Systeme zur Erhebung einer LKW-Maut. Dort kann die GO-Box nicht zur Bezahlung der jeweiligen Maut verwendet werden. Das Gebührenerfassungsgerät Tripon für die LKW-Maut in der Schweiz kann aber an Stelle der GO-Box in Österreich benutzt werden. Mit der deutschen On-Board-Unit soll es in Zukunft auch möglich sein, die Maut im österreichischen System zu begleichen.
Die Nutzung des österreichischen Mautsystems mit der deutschen OBU von Toll Collect ist seit 1. September 2011 möglich. Dies erfordert eine Registrierung und erstmalige Anmeldung zur Mautentrichtung in Österreich unter Nutzung der Toll Collect OBU für den TOLL2GO Service über GO Direkt. In der Betriebsanleitung der OBU von Toll Collect ist zu lesen, dass man sich als Autobahnnutzer mit einem Kfz zwischen 3,5 und 12 Tonnen das deutsche OBU Gerät einbauen lassen kann, um damit in Österreich die Maut zu entrichten, obwohl man in Deutschland von der LKW-Maut befreit ist. An der OBU wird eingestellt >12 t und nach erfolgreicher Anmeldung bei der ASFiNAG ist dann auch für Wohnmobile und Reisebusse eine Entrichtung der fahrleistungsabhängigen Maut in Österreich mit der OBU von Toll Collect möglich.

## Bedienung
Um die eingestellte Kategorie (Achsanzahl) festzustellen, muss man den Taster kurz (unter zwei Sekunden) drücken. Dann leuchtet der Buchstabe „S“ (für „Status“) zusammen mit der eingestellten Kategorie auf.
Um die Kategorie zu verstellen, muss der Taster länger als zwei Sekunden gedrückt werden. Dann leuchtet nur die Zahl auf, für die die GO-Box einbestellt ist und springt dann jeweils um eine Kategorie weiter (2 → 3 → 4 → 2 → 3 …). Die Abrechnung basiert auf dem DSRC-System.
Eine Einstellung der Achskategorie ist nur bei einem LKW-Vertrag notwendig und möglich. Wohnmobile und Busse können Anhänger unentgeltlich mitführen. Bei einem derartigen Vertrag ist die Achsanzahl fix und kann nicht verstellt werden.

## Mögliche Probleme mit der GO-Box
Das Mitführen der GO-Box auf Autobahnen in einem Fahrzeug, das nicht mautpflichtig ist (beispielsweise Pkw) führt auch dann zur Verrechnung von Maut, wenn die GO-Box nicht an der Windschutzscheibe montiert ist. Um dies zu vermeiden, ist bei jeder Vertriebsstelle eine Abschirmverpackung aus metallbeschichteter Folie erhältlich, die eine Kontaktaufnahme der GO-Box mit dem Mautbalken unterbindet. So ist das Transportieren der GO-Box (etwa von der Vertriebsstelle zum Lkw im Servicefall) auch ohne (ungewollte) Mautzahlung möglich.
Wird in einem mautpflichtigen Fahrzeug (LKW/Bus über 3,5 t) auf der Autobahn die GO-Box in der Abschirmverpackung aufbewahrt, kann die notwendige Abbuchung nicht stattfinden und der Fahrer ist als Mautpreller unterwegs. Er riskiert dabei eine Strafe (offiziell Ersatzmaut) von mindestens 240,00 Euro (wurde 2014 von € 220,00 auf € 240,00 erhöht).
Nachzahlen der hinterzogenen Maut ist in diesem Fall innerhalb von 5 Stunden und im Umkreis von 100 km vom ersten Mautportal, welches nicht bezahlt wurde, bei einer GO-Maut Vertriebsstelle (Tankstelle) und bei den Beamten der Mautaufsicht möglich.
Ein weiterer Nachteil der GO-Box ist durch den Betrieb mit einer Batterie, ein fehlendes Display zur Anzeige des aktuellen Guthabens, wenn die Mautgebühr (wie bei den meisten nicht-österreichischen Fahrzeugen üblich) im Pre-Pay-Verfahren aufgeladen wurde. Damit ist es z. B. Fahrern von größeren Wohnmobilen nicht möglich, rechtzeitig eine Ausweichroute zu planen, falls das Guthaben für die letzten Kilometer zur Grenze knapp werden könnte. Die einzige technisch vorgesehene Warnung ist ein akustisches Signal: beim Unterschreiten eines Guthabens von 30 € (Netto) gibt die Box beim Durchfahren einer Mautbrücke zwei Signaltöne ab statt, wie ansonsten üblich, nur einen einzelnen Bestätigungston. Reicht das Guthaben für die aktuelle Fahrt nicht, meldet die Go-Box durch einen vierfachen Signalton, dass diese Mautabbuchungsstation (MAS) nicht verrechnet werden konnte.